# 中国2010年上海世界博览会联合国联合馆

联合国

中国2010年上海世界博览会联合国联合馆是2010年上海世博会上代表联合国各组织的联合展馆，位于世博园区B片区。展馆的主色调为蓝色，外观上有醒目的联合国标志和名称。

## 参展国际组织
| - 世界卫生组织 - 世界知识产权组织 - 世界贸易组织 - 世界旅游组织 - 世界银行 - 国际电信联盟 - 国际原子能机构 | - 国际海事组织 - 联合国 - 联合国人口基金 - 联合国人居署 - 联合国儿童基金会 - 联合国工业发展组织 - 联合国气候变化框架公约 | - 联合国艾滋病规划署 - 联合国生物多样性公约组织 - 联合国环境规划署 - 联合国贸易和发展群合围资本开发基金会 - 联合国难民署 - 联合国教科文组织 - 联合国粮农组织 |